# Kampung Padang (Pangkatan)
Kampung Padang is een bestuurslaag in het regentschap Labuhan Batu van de provincie Noord-Sumatra, Indonesië. Kampung Padang telt 8124 inwoners (volkstelling 2010).